# Perizoma cerva
Perizoma cerva är en fjärilsart som beskrevs av George Francis Hampson 1902. Perizoma cerva ingår i släktet Perizoma och familjen mätare. Inga underarter finns listade i Catalogue of Life.